# Sinclair Armstrong
Sinclair Ntomuchukwu Montgomery Armstrong (Dublino, 22 giugno 2003) è un calciatore irlandese, attaccante del Bristol City e della nazionale irlandese.

## Carriera

### Club
Dopo aver iniziato la carriera nel Cherry Orchard, Armstrong ha firmato con lo Shamrock Rovers, con cui ha debuttato fra i professionisti nell'agosto 2018, a 15 anni, in FAI Cup contro il Drogheda Utd. Nella stagione 2020 ha giocato 6 partite con la seconda squadra in First Division.
Verso la fine del 2020 si è trasferito al QPR in Championship, dopo aver sostenuto un provino con il club inglese.
Il 18 ottobre 2021 è ceduto in prestito al Torquay Utd, in National League, fino al gennaio 2022. Cinque giorni dopo ha realizzato la sua prima rete nell'incontro vinto per 2-0 contro il King's Lynn Town. Ha poi giocato altre otto partite con la squadra, segnando anche contro il Weymouth nel mese di dicembre, prima di far ritorno al QPR. Ad aprile è tornato a giocare in National League, in prestito all'Aldershot Town, per l'intera stagione. Il 26 aprile ha fatto il suo debutto contro il Bromley, e pochi giorni dopo ha segnato il suo primo gol con il club, nell'incontro vinto per 3-1 contro il Notts County.
Confermato nella rosa in vista della stagione 2022-2023, il 30 luglio ha esordito nell'incontro perso per 1-0 contro il Blackburn.

### Nazionale
Nato in Irlanda, ha origini nigeriane. Ha giocato con le nazionali irlandesi Under-17 e Under-19. L'8 settembre 2023 ha ricevuto la prima convocazione da parte della nazionale maggiore per l'incontro di qualificazione ad Euro 2024 contro l'Olanda. Due giorni dopo ha fatto il suo esordio, sostituendo Jason Knight all'87º minuto, dell'incontro perso per 2-1. Altri due giorni dopo ha realizzato la sua prima rete con l'Under-21 contro San Marino.

## Statistiche

### Presenze e reti nei club
Statistiche aggiornate al 23 ottobre 2023.
| Stagione            | Squadra            | Campionato      | Campionato | Campionato | Coppe nazionali | Coppe nazionali | Coppe nazionali | Coppe continentali | Coppe continentali | Coppe continentali | Altre coppe | Altre coppe | Altre coppe | Totale | Totale | Totale |
| Stagione            | Squadra            | Comp            | Pres       | Reti       | Comp            | Pres            | Reti            | Comp               | Pres               | Reti               | Comp        | Pres        | Reti        | Pres   | Reti   |        |
| ------------------- | ------------------ | --------------- | ---------- | ---------- | --------------- | --------------- | --------------- | ------------------ | ------------------ | ------------------ | ----------- | ----------- | ----------- | ------ | ------ | ------ |
| 2020                | Shamrock Rovers    | PD              | 0          | 0          | CI+CdL          | 1+0             | 0               |                    | -                  | -                  |             | -           | -           | 1      | 0      |        |
| 2020                | Shamrock Rovers II | 1D              | 6          | 0          |                 | -               | -               |                    | -                  | -                  |             | -           | -           | 6      | 0      |        |
| ott.-2021-gen. 2022 | Torquay Utd        | NAT             | 8          | 0          | FACup           | 0               | 0               |                    | -                  | -                  | FAT         | 1           | 0           | 9      | 0      |        |
| apr.-mag. 2022      | Aldershot Town     | NAT             | 3          | 2          | FACup           | 0               | 0               |                    | -                  | -                  | FAT         | 0           | 0           | 3      | 2      |        |
| 2022-2023           | QPR                | FLC             | 22         | 0          | FACup+CdL       | 1+1             | 0               |                    | -                  | -                  |             | -           | -           | 24     | 0      |        |
| 2023-2024           | QPR                | FLC             | 12         | 1          | FACup+CdL       | 0               | 0               |                    | -                  | -                  |             | -           | -           | 12     | 1      |        |
| Totale carriera     | Totale carriera    | Totale carriera | 51         | 5          |                 | 2               | 0               |                    | -                  | -                  |             | 1           | 0           | 54     | 5      |        |

### Cronologia presenze e reti in nazionale
| Cronologia completa delle presenze e delle reti in nazionale ― Irlanda | Cronologia completa delle presenze e delle reti in nazionale ― Irlanda | Cronologia completa delle presenze e delle reti in nazionale ― Irlanda | Cronologia completa delle presenze e delle reti in nazionale ― Irlanda | Cronologia completa delle presenze e delle reti in nazionale ― Irlanda | Cronologia completa delle presenze e delle reti in nazionale ― Irlanda | Cronologia completa delle presenze e delle reti in nazionale ― Irlanda | Cronologia completa delle presenze e delle reti in nazionale ― Irlanda |
| Data                                                                   | Città                                                                  | In casa                                                                | Risultato                                                              | Ospiti                                                                 | Competizione                                                           | Reti                                                                   | Note                                                                   |
| ---------------------------------------------------------------------- | ---------------------------------------------------------------------- | ---------------------------------------------------------------------- | ---------------------------------------------------------------------- | ---------------------------------------------------------------------- | ---------------------------------------------------------------------- | ---------------------------------------------------------------------- | ---------------------------------------------------------------------- |
| 10-9-2023                                                              | Dublino                                                                | Irlanda                                                                | 1 – 2                                                                  | Paesi Bassi                                                            | Qual. Euro 2024                                                        | -                                                                      | 87’                                                                    |
| Totale                                                                 |                                                                        | Presenze                                                               | 1                                                                      |                                                                        | Reti                                                                   | 0                                                                      |                                                                        |